# پل هوایی (فیلم)
پل هوایی (به هندی: Airlift) یا انتقال هوایی فیلمی محصول سال ۲۰۱۶ و به کارگردانی راجا کریشنا منون است. در این فیلم بازیگرانی همچون آکشی کومار، نیمرات کور، پوراب کهلی ایفای نقش کرده‌اند.
این فیلم براساس ماجرای واقعی خروج هندی‌ها از کویت در جریان جنگ خلیج فارس است.

## داستان
کویت توسط عراقی‌ها اشغال شده‌است و بیش از ۱۷۵ هزار هندی در کویت کار می‌کنند که آن‌ها هم گیر افتاده‌اند تاجر ثروتمندی به نام رانجیت کاتیال (آکشی کومار) برای هندی‌ها کمپی احداث می‌کند و آن‌ها را پناه می‌دهد، در حالی که او و خانواده اش می‌توانند کویت را ترک کنند او برای کمک به هموطنانش در کویت می‌ماند.
او هرکاری برای خروج این افراد هندی از کویت می‌کند و بارها از وزارت خارجه هند کمک می‌خواهد و حتی به بغداد می‌رود تا با طارق عزیز دیدار کند و از او قول می‌گیرد اما هربار این تلاش‌ها با مانع مواجه می‌شود. در پایان او موفق می‌شود تا هندی‌ها را از طریق اردن و با پروازهای متعدد هوایی خارج کند.